# Народна съдебна палата
Народната съдебна палата (на немски: Volksgerichtshof) е висшият специализиран съдебен орган на Третия Райх.

## История
Създаден е по силата на декрет от 24 април 1934 г., непосредствено след Лайпцигския процес, като специализиран съд, разглеждащ делата за държавна измяна, шпионаж и други престъпления против държавата. Членовете на съда се назначават от фюрера с петгодишен мандат.
По съветски данни, след избухването на Втората световна война, Народната съдебна палата осъжда приблизително 225 хил. граждани на Райха на около общо 600 хил. години лишаване от свобода, като произнесените смъртни присъди са малко повече от 5 хил.
Според други германски данни, за целия период, през който съществува съдебния орган, са разгледани делата на 15,7 хил. граждани на Райха, като произнесените смъртни присъди са 5,3 хил., а 1,3 хил. от подсъдимите са оправдани.
На 22 февруари 1943 г. Народната съдебна палата разглежда делото срещу активистите на мюнхенското студентско съпротивително движение Бяла роза. Председател на съдебния състав е председателят на съдебната палата – Роланд Фрайслер, който чете смъртните присъди.
Първо отделение на съда разглежда делата на участниците в юлския заговор.

## Председатели
- Фриц Рен (13 юли – 18 септември 1934 г.)
- Вилхелм Брунер (1934 – 1936)
- Ото Тирак (1936 – 1942)
- Роланд Фрайслер (август 1942 – 3 февруари 1945 г.)
- Хари Хафнер (12 март – 24 април 1945 г.)